# Corné van Kessel
Corné van Kessel, né le 7 août 1991 à Veldhoven aux Pays-Bas, est un coureur cycliste néerlandais, spécialiste du cyclo-cross.

## Biographie
En 2009, Corné van Kessel devient  vice-champion du monde de cyclo-cross juniors (moins de 19 ans) à Hoogerheide, devancé par son compatriote Tijmen Eising. En 2010, il est champion des Pays-Bas de cyclo-cross espoirs (moins de 23 ans). Lors de la saison 2012-2013, il décroche la médaille d'argent au championnat d'Europe de cyclo-cross espoirs derrière Mike Teunissen.
Chez les élites, il figure parmi les meilleurs mondiaux entre 2014 et 2021. Il termine 60 fois dans le top 10 de manches de la Coupe du monde de cyclo-cross, mais ne monte sur le podium qu'à cinq reprises. Son meilleur classement est une deuxième place en 2017 à Waterloo, aux États-Unis. Il remporte à reprises des courses UCI, dont le Centrumcross en 2016 et 2017, le Grand Prix d'Hasselt en 2017 et le Zilvermeercross en 2018. Ses meilleurs résultats aux championnats du monde sont une cinquième place en 2017 et une septième place en 2020. En février 2025, il annonce sa retraite après l'Internationale Sluitingsprijs.

## Palmarès en cyclo-cross
- 2008-2009
  -  Médaillé d'argent du championnat du monde de cyclo-cross juniors
- 2009-2010
  -  Champion des Pays-Bas de cyclo-cross espoirs
- 2012-2013
  - Trophée Banque Bpost espoirs #4 - GP Rouwmoer, Essen
  - Trophée Banque Bpost espoirs #5 - Azencross, Loenhout
  -  Médaillé d'argent du championnat d'Europe de cyclo-cross espoirs
  - 2e du championnat des Pays-Bas de cyclo-cross espoirs
  - 2e du Trophée Banque Bpost espoirs
  - 3e de la Coupe du monde de cyclo-cross espoirs
  - 9e du championnat du monde de cyclo-cross espoirs
- 2013-2014
  - 2e du championnat des Pays-Bas de cyclo-cross
- 2015-2016
  - Internationale Centrumcross van Surhuisterveen, Surhuisterveen
  - 8e du championnat d'Europe de cyclo-cross
- 2016-2017
  - Cross-Race GP Luzern, Pfaffnau
  - Internationale Centrumcross van Surhuisterveen, Surhuisterveen
  - 2e du championnat des Pays-Bas de cyclo-cross
  - 5e du championnat du monde de cyclo-cross
  - 6e de la Coupe du monde de cyclo-cross
- 2017-2018
  - SOUDAL Classics Hasselt, Hasselt
  - SOUDAL Classics Leuven, Louvain
  - 7e de la Coupe du monde de cyclo-cross
  - 9e du championnat d'Europe de cyclo-cross
- 2018-2019
  - Grand-Prix de la Commune de Contern, Contern
  - Zilvermeercross, Mol
  - 3e du championnat des Pays-Bas de cyclo-cross
- 2019-2020
  - 7e du championnat du monde de cyclo-cross
- 2021-2022
  - 2e du championnat des Pays-Bas de cyclo-cross
  - 7e de la Coupe du monde de cyclo-cross

## Palmarès sur route
- 2017
  - 3e de l'Internationale Wielertrofee Jong Maar Moedig
- 2023
  - 2e, 4e et 6e étapes du Tour du Brabant flamand
  - 2e du Championnat du Pays de Waes